# Crosse d'or
La Crosse d'or - Zlatá hokejka - est un prix annuel remis au meilleur joueur de hockey sur glace tchèque. Il est remis pour la première fois au terme de la saison 1968-1969 pour le meilleur joueur tchécoslovaque et le trophée est alors remis au meilleur joueur du championnat de Tchécoslovaquie de hockey sur glace. Depuis, le prix est remis chaque année et à la suite de la partition de la Tchécoslovaquie en 1993, le prix, continue d'être remis au meilleur joueur tchèque qu'il joue dans l’Extraliga — le championnat élite tchèque — ou dans un autre championnat.
Jaromír Jágr est le plus grand gagnant de l'histoire avec onze Crosses d'or à son palmarès, alors que Dominik Hašek est le deuxième joueur le plus titré mais le meilleur gardien avec cinq Crosses d'or.

## Gagnants

### Du temps de la Tchécoslovaquie
| Année | Joueur             | Poste          | Club                               | Points |
| ----- | ------------------ | -------------- | ---------------------------------- | ------ |
| 1969  | Jan Suchý          | Défenseur      | HC Dukla Jihlava                   | —      |
| 1970  | Jan Suchý          | Défenseur      | HC Dukla Jihlava                   | —      |
| 1971  | František Pospíšil | Défenseur      | Sokol Kladno                       | —      |
| 1972  | František Pospíšil | Défenseur      | Kladno                             | —      |
| 1973  | Vladimír Martinec  | Ailier droit   | TJ Tesla Pardubice                 | —      |
| 1974  | Jiří Holeček       | Gardien de but | Sparta ČKD Praha                   | —      |
| 1975  | Vladimír Martinec  | Ailier droit   | Tesla Pardubice                    | —      |
| 1976  | Vladimír Martinec  | Ailier droit   | Tesla Pardubice                    | —      |
| 1977  | Milan Nový         | Centre         | Sokol Kladno                       | 1 030  |
| 1978  | Ivan Hlinka        | Centre         | CHZ Litvínov                       |        |
| 1979  | Vladimír Martinec  | Ailier droit   | Tesla Pardubice / HC Dukla Jihlava |        |
| 1980  | Peter Šťastný      | Centre         | TJ Slovan CHZJD Bratislava         | 687    |
| 1981  | Milan Nový         | Centre         | Poldi SONP Kladno                  | 706    |
| 1982  | Milan Nový         | Centre         | Poldi SONP Kladno                  | 722    |
| 1983  | Vincent Lukáč      | Ailier gauche  | TJ VSŽ Košice                      | 748    |
| 1984  | Igor Liba          | Ailier gauche  | HC Dukla Jihlava                   |        |
| 1985  | Jiří Králík        | Gardien de but | TJ Gottwaldov                      |        |
| 1986  | Vladimír Růžička   | Centre         | CHZ Litvínov                       | 883    |
| 1987  | Dominik Hašek      | Gardien de but | Tesla Pardubice                    | 970    |
| 1988  | Vladimír Růžička   | Centre         | HC Dukla Trenčín                   | 675    |
| 1989  | Dominik Hašek      | Gardien de but | Tesla Pardubice                    | 987    |
| 1990  | Dominik Hašek      | Gardien de but | HC Dukla Jihlava                   | 918    |
| 1991  | Bedřich Ščerban    | Défenseur      | HC Dukla Jihlava                   |        |
| 1992  | Róbert Švehla      | Défenseur      | HC Dukla Trenčín                   | 709    |
| 1993  | Miloš Holaň        | Défenseur      | TJ Vítkovice                       | 702    |

### Depuis les débuts de la dissolution de la Tchécoslovaquie
À la suite de la partition de la Tchécoslovaquie, le trophée est remis au meilleur jouer de nationalité tchèque et dès la deuxième saison, c'est un joueur évoluant hors du pays qui remporte la Crosse d'or : Jaromír Jágr. Il évolue alors sous les couleurs des Penguins de Pittsburgh de la Ligue nationale de hockey en Amérique du Nord. Avec Hašek, ils se partagent les trophées au cours des saisons et il faut attendre la saison 2000-2001 pour que ce soit à nouveau un joueur évoluant en Tchéquie qui remporte le trophée : Jiří Dopita du Slovnaft Vsetín.
| Année | Joueur         | Poste          | Club                            | Points |
| ----- | -------------- | -------------- | ------------------------------- | ------ |
| 1994  | Roman Turek    | Gardien de but | HC České Budějovice             |        |
| 1995  | Jaromír Jágr   | Ailier droit   | Penguins de Pittsburgh          |        |
| 1996  | Jaromír Jágr   | Ailier droit   | Penguins de Pittsburgh          |        |
| 1997  | Dominik Hašek  | Gardien de but | Sabres de Buffalo               |        |
| 1998  | Dominik Hašek  | Gardien de but | Sabres de Buffalo               |        |
| 1999  | Jaromír Jágr   | Ailier droit   | Penguins de Pittsburgh          |        |
| 2000  | Jaromír Jágr   | Ailier droit   | Penguins de Pittsburgh          |        |
| 2001  | Jiří Dopita    | Centre         | HC Slovnaft Vsetín              | 374    |
| 2002  | Jaromír Jágr   | Ailier droit   | Capitals de Washington          | 472    |
| 2003  | Milan Hejduk   | Ailier droit   | Avalanche du Colorado           | 448    |
| 2004  | Robert Lang    | Centre         | Red Wings de Détroit            | 440    |
| 2005  | Jaromír Jágr   | Ailier droit   | HC Rabat Kladno / Avangard Omsk | 579    |
| 2006  | Jaromír Jágr   | Ailier droit   | Rangers de New York             | 507    |
| 2007  | Jaromír Jágr   | Ailier droit   | Rangers de New York             | 486    |
| 2008  | Jaromír Jágr   | Ailier droit   | Rangers de New York             | 364    |
| 2009  | Patrik Eliáš   | Ailier gauche  | Devils du New Jersey            | 428    |
| 2010  | Tomáš Vokoun   | Gardien de but | Panthers de la Floride          |        |
| 2011  | Jaromír Jágr   | Ailier droit   | Avangard Omsk                   | 1 005  |
| 2012  | Patrik Eliáš   | Centre         | Devils du New Jersey            |        |
| 2013  | David Krejčí   | Centre         | Bruins de Boston                |        |
| 2014  | Jaromír Jágr   | Ailier droit   | Devils du New Jersey            | 526    |
| 2015  | Jakub Voráček  | Ailier droit   | Flyers de Philadelphie          | 604    |
| 2016  | Jaromír Jágr   | Ailier droit   | Panthers de la Floride          |        |
| 2017  | David Pastrňák | Attaquant      | Bruins de Boston                |        |